# Miroslav Jodas
Miroslav Jodas (30. listopadu 1932, Praha – 12. září 2013 Praha) byl český fotograf.

## Život a tvorba
Fotografoval od roku 1953, nejprve amatérsky, od začátku šedesátých let profesionálně. Pro různá nakladatelství vytvářel obálky a ilustrace knih a časopisů ve spolupráci s výtvarnými umělci. Vytvářel tematické fotografické cykly, portrétoval výtvarné umělce a hudebníky, fotografoval rovněž krajinu. Jeho fotografie jsou zastoupeny ve sbírkách Umělecko-průmyslového muzea a Moravské galerie.

## Publikace (výběr)
- JODAS, Miroslav. Fotografie 1961–2008. Praha: Arbor vitae, 2008. ISBN 978-80-87164-09-9.